# Phare de Lismore
Le phare de Lismore est un phare édifié sur l'écueil Eilean Musdile au sud-ouest de l'île de Lismore dans les Hébrides intérieures (archipel des Hébrides) (en gaélique écossais : Sgeir Mhòr), dans le comté de Argyll and Bute à l'ouest de l'Écosse.
Il est maintenant protégé en tant que monument classé du Royaume-Uni de catégorie A.
Ce phare est géré par le Northern Lighthouse Board (NLB) à Édimbourg, l'organisation de l'aide maritime des côtes de l'Écosse.

## Histoire
L'île se trouve dans l'entrée du Loch Linnhe, très proche de l'île de Lismore. C'est un rocher bas et herbeux de 4 hectares. Les ferrys de la Caledonian MacBrayne passent près de l'île sur leur chemin entre Oban et Mull.
Le phare a été construit par l'ingénieur civil écossais Robert Stevenson en 1833 pour un coût de 4260 livres. C'est une tour ronde en maçonnerie ronde de 26 m de hauteur, avec lanterne sur galerie, attenante à une maison de gardien d'un étage. La station et la lanterne sont peints en blanc. Initialement il émettait une lumière fixe blanche. En 1910, la plupart des lumières de la Northern Lighthouse Board ont été changées en lentilles dioptriques ou Fresnel, mais Lismore et Fidra, dans le Firth of Forth, ont été laissées comme les seules lumières purement catoptriques dans le service.
Le phare, situé sur un rocher en bout de Lismore, marque les entrées du Firth of Lorn au Loch Linnhe au nord et du Sound of Mull (en) à l'ouest. Il émet un flash blanc toutes les 10 secondes. Le phare n'est accessible qu'en bateau.
Une pierre debout (Standing Stone), un monolithe de 2,7 m de haut, était autrefois placé sur le point le plus élevé de l'île (NM779351) et servait probablement de balise. On pense qu'il a été enlevé pendant la construction du phare.
Le phare de Lady's Rock se trouve à une courte distance au sud-ouest.

### Lien connexe
- Liste des phares en Écosse